# SS-Sturmscharführer

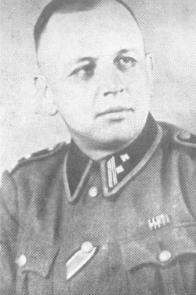
SS-Sturmscharführer Adolf Maurer

Der SS-Sturmscharführer (kurz Stuscha; Ansprache Sturmscharführer) war im Deutschen Reich der Spitzenrang der Dienstgradgruppe der Unteroffiziere mit Portepee der Schutzstaffel (SS).
Der Dienstgrad SS-Sturmscharführer wurde erst im Jahre 1938 gemeinsam mit den Dienstgrad SA-Haupttruppführer eingeführt. Beförderungen zu diesem herausgehobenen Rang waren vergleichsweise selten und prinzipiell ab Bataillon aufwärts gegeben. Der Dienstgrad war seinerzeit vergleichbar mit dem Rang Sergeant Major in anglo-amerikanischen Streitkräften.
Bei den Abbildungen werden die Rangabzeichen oder Dienstgradabzeichen gezeigt, die als Schulterstücke und Kragenspiegel, aber auch als Ärmelabzeichen ab 1942 für Tarn- oder Spezialanzüge, getragen wurden. Die Kragenspiegel mit SS-Runen und dem Rangabzeichen wurden an der feldgrauen Uniformjacke der Waffen-SS oder der grauen Feldbluse getragen.

## Rangfolge und Insignien
Dieser SS-Rang war dem SA-Haupttruppführer und dem damaligen Stabsfeldwebel gleichgestellt. Die Paspelierung der Schulterstücke war in der für Unteroffiziere der Waffen-SS festgelegten Waffenfarbe gehalten.
| Dienstgrad                     |                               |                            |
| niedriger: SS-Hauptscharführer | SS-Sturmscharführer (Stuscha) | höher: SS-Untersturmführer |

Rangabzeichen SS-Sturmscharführer der Waffen-SS
Kragenspiegel
Schulterklappe (Infanterie)
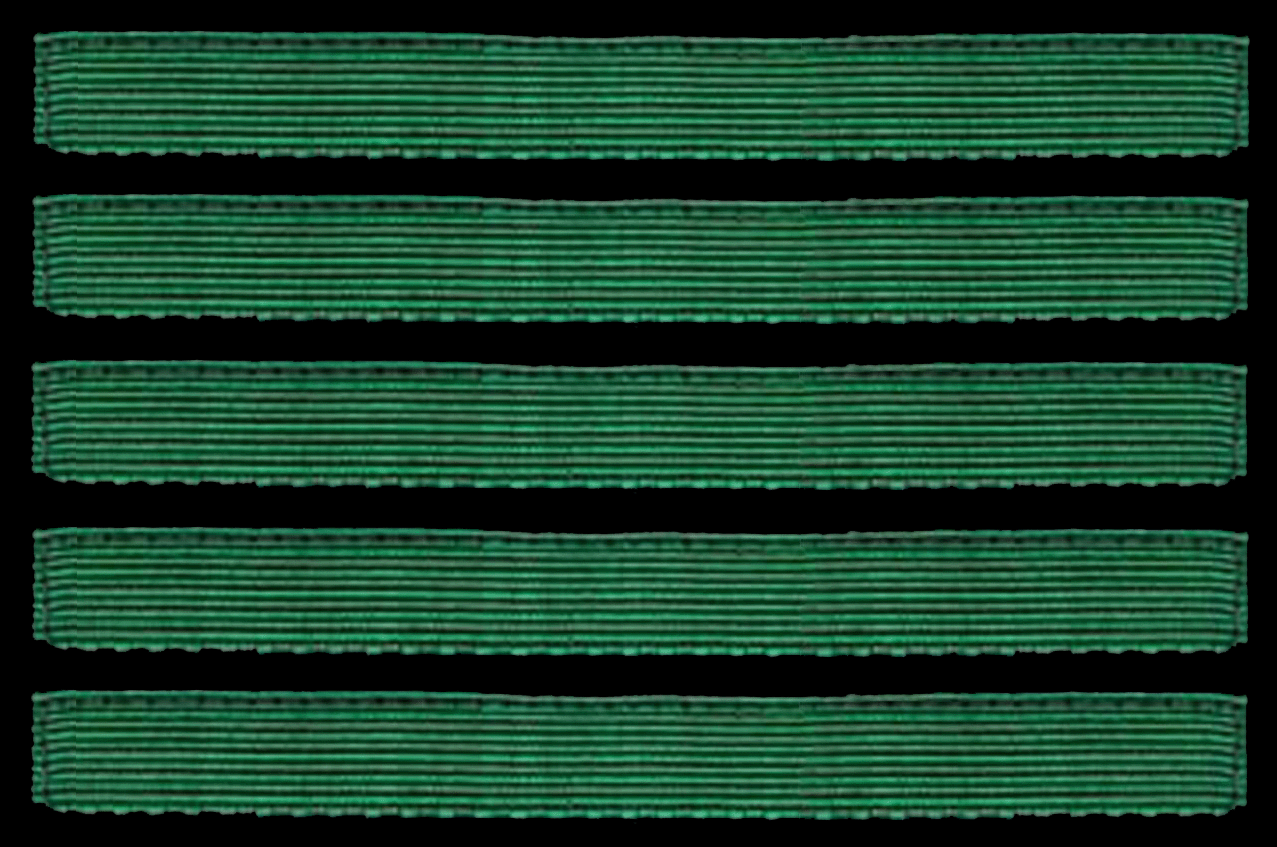
Ärmelabzeichen Tarnanzug

Neben den Kragenspiegeln führten die Sturmscharführer Schulterklappen bzw. Schulterstücke. Meist folgten diese dem Muster des Stabsfeldwebels des Heeres. Eine Ausnahme bildeten ab 1942 die Sturmscharführer des SS-Sicherheitsdienstes (SD), als der SD die bisher verwendeten Schulterklappen nach Heeresmuster gegen die Schulterstücke der Schutzpolizei (Zweig der Ordnungspolizei, OrPo) austauschte. SD-Sturmscharführer trugen nun schwarz-silberne, geflochtene Schulterstücke, nach dem Muster der Meister der Schutzpolizei (deren Schulterstücke waren braun-silbern), auf einer polizeigrünen Tuchunterlage. Außerdem war ihnen, gleich den Meistern der OrPo, die Schirmmütze der Offiziere (hier: SS-Führer), mit geflochtenen Silberschnüren, erlaubt.